# Menhir von Bohlsbach
Der Menhir von Bohlsbach (auch Der Dicke Stein genannt) ist ein nur unvollständig erhaltener vorgeschichtlicher Menhir in Bohlsbach, einem Ortsteil von Offenburg im Ortenaukreis in Baden-Württemberg.

## Lage und Fundgeschichte
Der Stein befindet sich westlich von Bohlsbach in einem Waldstück, kurz unterhalb des Gipfels des Kirchbergs, nahe der Gemeindegrenze zu Durbach. Er ist über einen Waldweg erreichbar. Der Stein ist bereits auf Karten des 19. Jahrhunderts verzeichnet, wurde aber zunächst nicht genauer beschrieben. Nach dem Zweiten Weltkrieg wurde das Gebiet, in dem er sich befindet, von den französischen Streitkräften als Truppenübungsplatz verwendet. 1976 wurde der Stein dem Landesdenkmalamt Freiburg gemeldet. 2 m entfernt befand sich die ursprüngliche Standgrube, außerdem wurden mehrere Steinsplitter in der Umgebung gefunden. Da der Stein für den Bau eines Brunnens zerstört werden sollte, wurde er vor das Rathaus von Bohlsbach umgesetzt. Nach dem Abzug der französischen Truppen 1993 wurde er an seinen ursprünglichen Standort zurückgebracht. 1,9 km südwestlich befindet sich der Menhir von Rammersweier.

## Beschreibung
Der Menhir besteht aus rotem Granit lokaler Herkunft. Er ist unregelmäßig geformt und läuft nach oben spitz zu. Der Stein hat eine erhaltene Höhe von 90 cm, eine Breite von 110 cm und eine Dicke von 110 cm. Steinsplitter und eine bei seiner Meldung noch frische Bruchkante bezeugen, dass er ursprünglich höher war.
Möglicherweise hatte der Stein ursprünglich eine astronomische Funktion. Von seinem Standort aus geht die Sonne zur Wintersonnenwende genau über dem Gipfel des Brandeckkopfs, des höchsten Berges der Umgebung, auf. Die Sicht hierauf ist durch die heutige Bewaldung allerdings stark eingeschränkt.